# Canonici regolari di Sant'Agostino della Congregazione di Windesheim
I canonici regolari di Sant'Agostino della Congregazione di Windesheim (in latino Congregatio Vindesemensis) costituiscono un istituto di vita consacrata della Chiesa cattolica. I canonici regolari di questa comunità seguono la regola di sant'Agostino e pospongono al loro nome la sigla C.R.V.

## Storia
La congregazione venne fondata da alcuni religiosi della confraternita dei Fratelli della Vita Comune, che seguivano le regole spirituali della devotio moderna: nel 1386 fondarono un monastero a Windesheim e si costituirono in congregazione di canonici regolari, adottando la regola di sant'Agostino. La congregazione si diffuse rapidamente soprattutto nei Paesi Bassi ed in Renania.
Tra i membri più celebri della congregazione vanno ricordati Johannes Vos, Johannes Busch, Jan van Ruusbroec e Tommaso da Kempis, presunto autore dell'Imitazione di Cristo.
I canonici di Windesheim scomparvero nel XIX secolo, ma in seguito la congregazione venne ricostituita dall'abate Carlo Egger, latinista ufficiale della Santa Sede, secondo un desiderio già espresso da papa Pio XII: papa Giovanni XXIII ne approvò le costituzioni nel 1961.
Il primo Monastero, intitolato a Santa Maria Regina, fu fondato dallo stesso abate a Tor Lupara, nella periferia di Roma, il 25 marzo 1963. La casa generalizia, attualmente, si trova in Germania, nel Monastero San Michael a Paring, presso Ratisbona.

## Statistiche
Alla fine del 2015, la congregazione contava 3 case e 24 membri, 13 dei quali sacerdoti.